# Rick Crawford (Politiker)

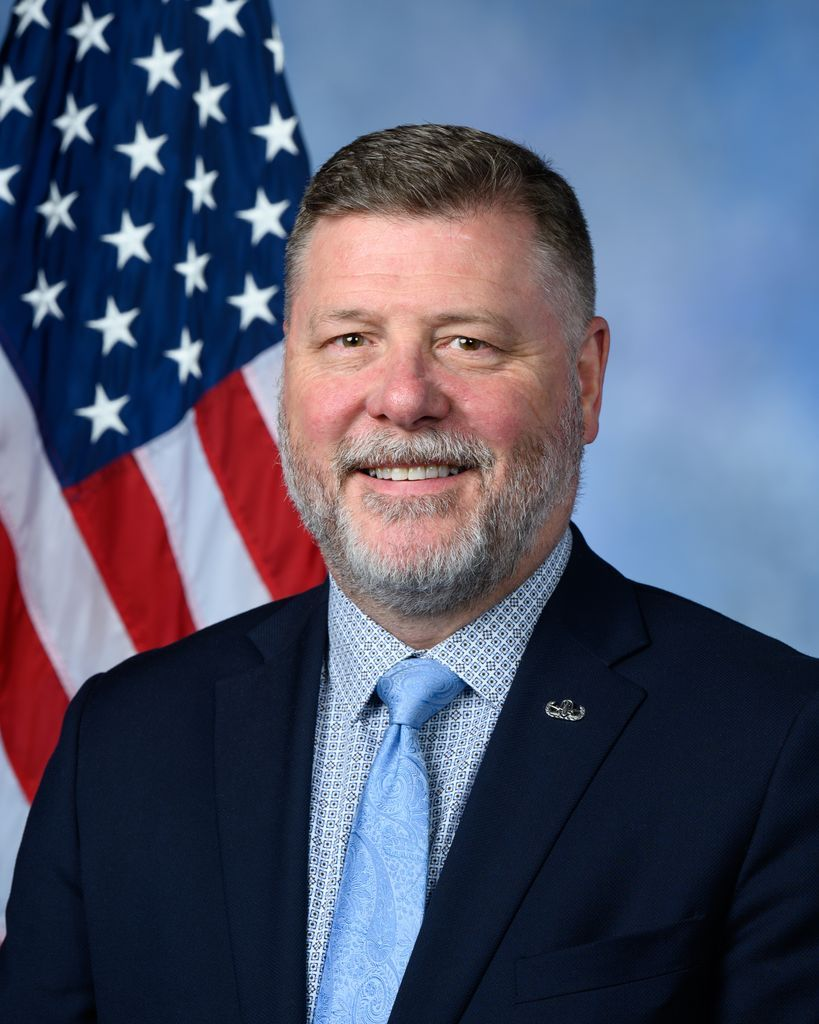
Rick Crawford (2021)

Eric Alan „Rick“ Crawford (* 22. Januar 1966 in Homestead Air Force Base, Miami-Dade County, Florida) ist ein US-amerikanischer Politiker der Republikanischen Partei. Seit Januar 2011 vertritt er den ersten Distrikt des Bundesstaats Arkansas im Repräsentantenhaus der Vereinigten Staaten.

## Biographie
Crawford besuchte die Alvirne High School in Hudson (New Hampshire). Im Anschluss verpflichtete er sich vier Jahre lang bei der US Army, wo er Bombenentschärfer war und bis zum Sergeant aufstieg. Sein Vater hatte bei der US Air Force gedient. Nach seiner Dienstzeit schloss er 1996 ein Studium in Agrarwirtschaft mit dem Bachelor of Science an der Arkansas State University in Jonesboro ab. Anschließend arbeitete er als Reporter beim Rundfunk und leitete einen Farmnachrichtenverbund, der sich über fünf Südstaaten mit 39 Radiosendern erstreckte.
Mit seiner Frau Stacy und den zwei Kindern lebt er in Jonesboro (Arkansas).

## Politik
Bei den Wahlen 2010 trat Crawford für den ersten Kongresswahlbezirk von Arkansas an, nachdem der demokratische Amtsinhaber Marion Berry auf eine Wiederwahl verzichtet hatte. Er konnte bei der Wahl Chad Causey von der Demokratischen Partei und Jimmy Dykes von der Green Party mit 51,8 % besiegen. Die Wahl Crawfords 2010 während der Tea-Party-Welle. Sein schlechtestes Wahlergebnis hatte er im Jahr 2012 mit 56,2 %, sein bestes Ergebnis erzielte er bei den Wahlen 2020 mit 100 %, als er ohne Gegenkandidaten blieb. Er ist der erste Republikaner, der seit der Rekonstruktionszeit nach dem Bürgerkrieg diesen Bezirk vertritt.
Die Primary (Vorwahl) seiner Partei für die Wahlen 2022 am 24. Mai gewann er mit rund 73 % deutlich gegen drei Mitbewerber. Er trat am 8. November 2022 gegen Monte Hodges von der Demokratischen Partei an und entschied diese Wahl mit 74,3 % der Stimmen für sich. Bei der Wahl 2024 wurde er mit 72,9 % wiedergewählt. Dadurch ist er bis voraussichtlich Januar 2027 im Repräsentantenhaus des 119. Kongresses vertreten.

### Ausschüsse
Er ist aktuell Mitglied in folgenden Ausschüssen des Repräsentantenhauses:
- Committee on Agriculture
  - General Farm Commodities, Risk Management, and Credit
- Committee on Science, Space, and Technology
  - Environment
  - Research and Technology
- Committee on Transportation and Infrastructure
  - Aviation
  - Highways and Transit
- Permanent Select Committee on Intelligence (Vorsitzender seit 2025[9])
  - Central Intelligence Agency
  - Defense Intelligence and Overhead Architecture

### Kontroversen
Crawford gehörte zu den Mitgliedern des Repräsentantenhauses, die bei der Auszählung der Wahlmännerstimmen bei der Präsidentschaftswahl 2020 für die Anfechtung des Wahlergebnis stimmten. Präsident Trump hatte wiederholt propagiert, dass es umfangreichen Wahlbetrug gegeben hätte, so dass er sich als Sieger der Wahl sah. Für diese Behauptungen wurden keinerlei glaubhafte Beweise eingebracht. Der Supreme Court wies eine entsprechende Klage mit großer Mehrheit ab, wobei sich auch alle drei von Trump nominierten Richter gegen die Klage stellten.